# فهرست وابسته‌های دیپلماتیک بوروندی

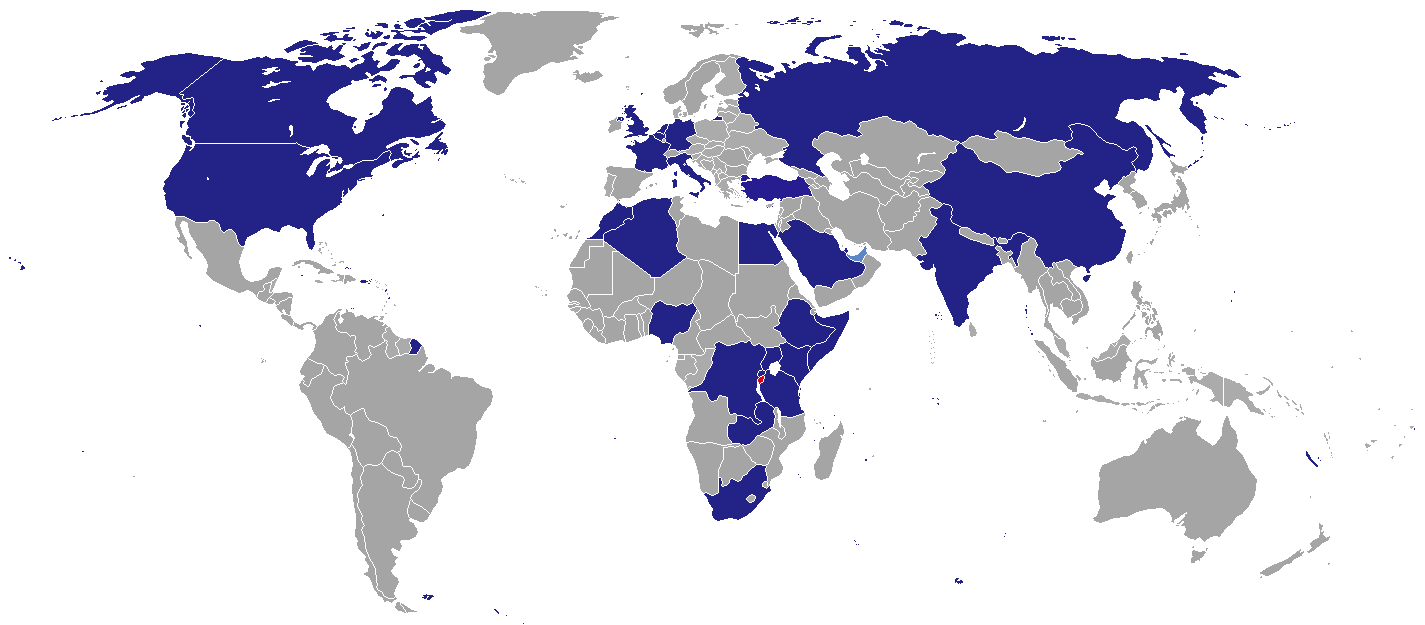
نقشه کشورهای دربردارنده سفارتخانه بوروندی

فهرست سفارت‌های بوروندی، فهرستی از مراکز سفارتخانه و کنسولگری کشور بوروندی در سراسر جهان است.
بوروندی کشوری محصور در خشکی در مرکز آفریقا است. پایتخت آن بوجومبورا است. بروندی کشوری است کوچک در منطقه دریاچه‌های بزرگ که در همسایگی اوگاندا - کنگو - رواندا - تانزانیا قرار دارد. این کشور در ۱ ژوئیه ۱۹۶۲ از بلژیک استقلال یافت.
این کشور، یکی از پرتنش‌ترین کشورهای آفریقاست که موجب نگرانی کشورهای همسایه خود شده است. بعد از قتل رئیس جمهور ملشیور اندادایه در روز ۲۱ اکتبر ۱۹۹۳ تا کنون بیش از ۳۴۰٬۰۰۰ فقط به تانزانیا مهاجرت کردند و بسیاری نیز در کشورهای دیگر مهاجر هستند. جنگ داخلی تا بحال سبب کشته شدن ۲۰۰٬۰۰۰ نفر در بروندی شده است. در سال ۱۹۹۳ بروندی توسط کشورهای منطقه، تحریم شد و به شدت آسیب دید؛ که این تحریم در سال ۱۹۹۹ به حالت تعلیق درآمد و روابط با کشورهای همسایه بهبود یافت.

## آسیا

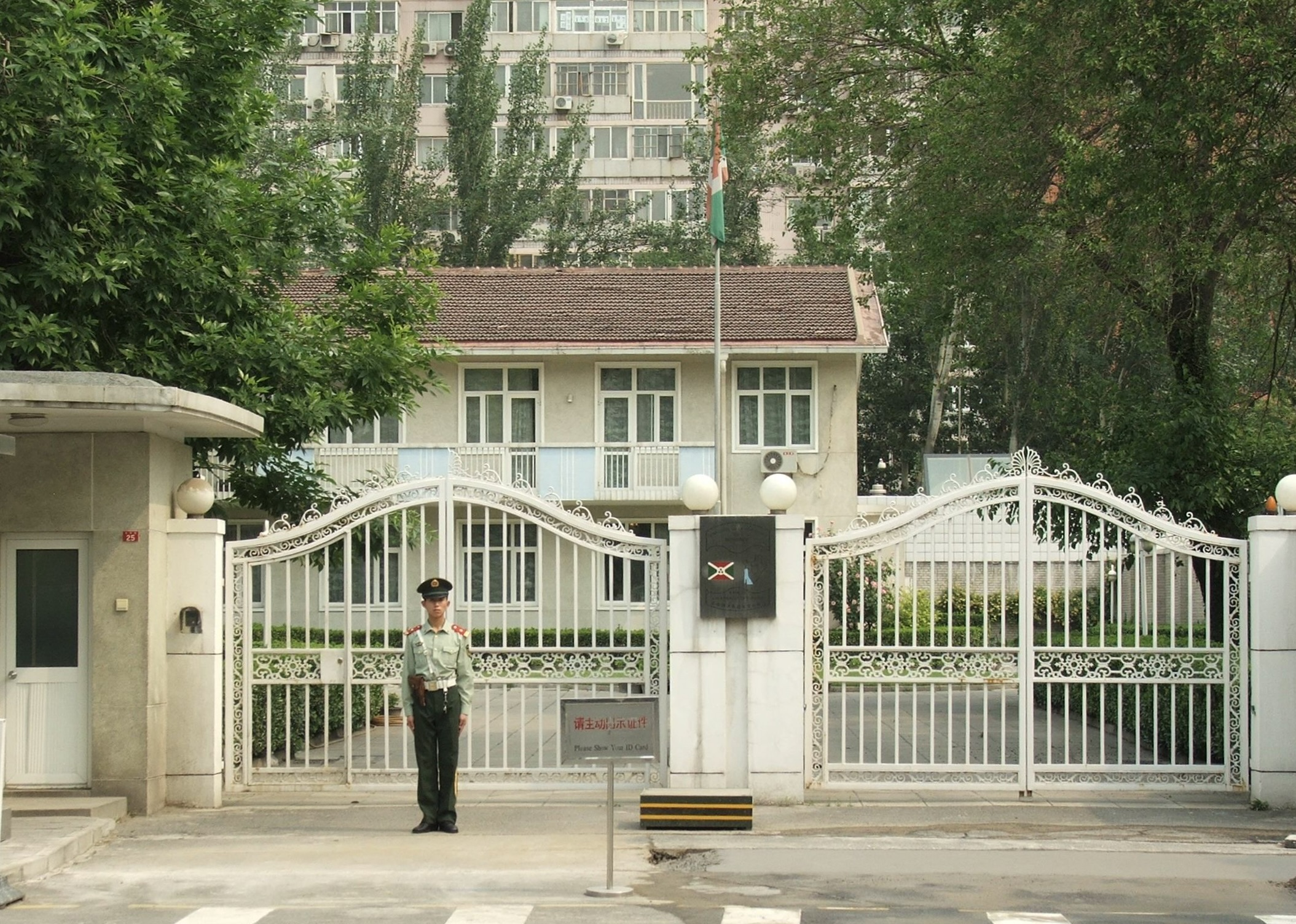
سفارتخانه بوروندی در پکن

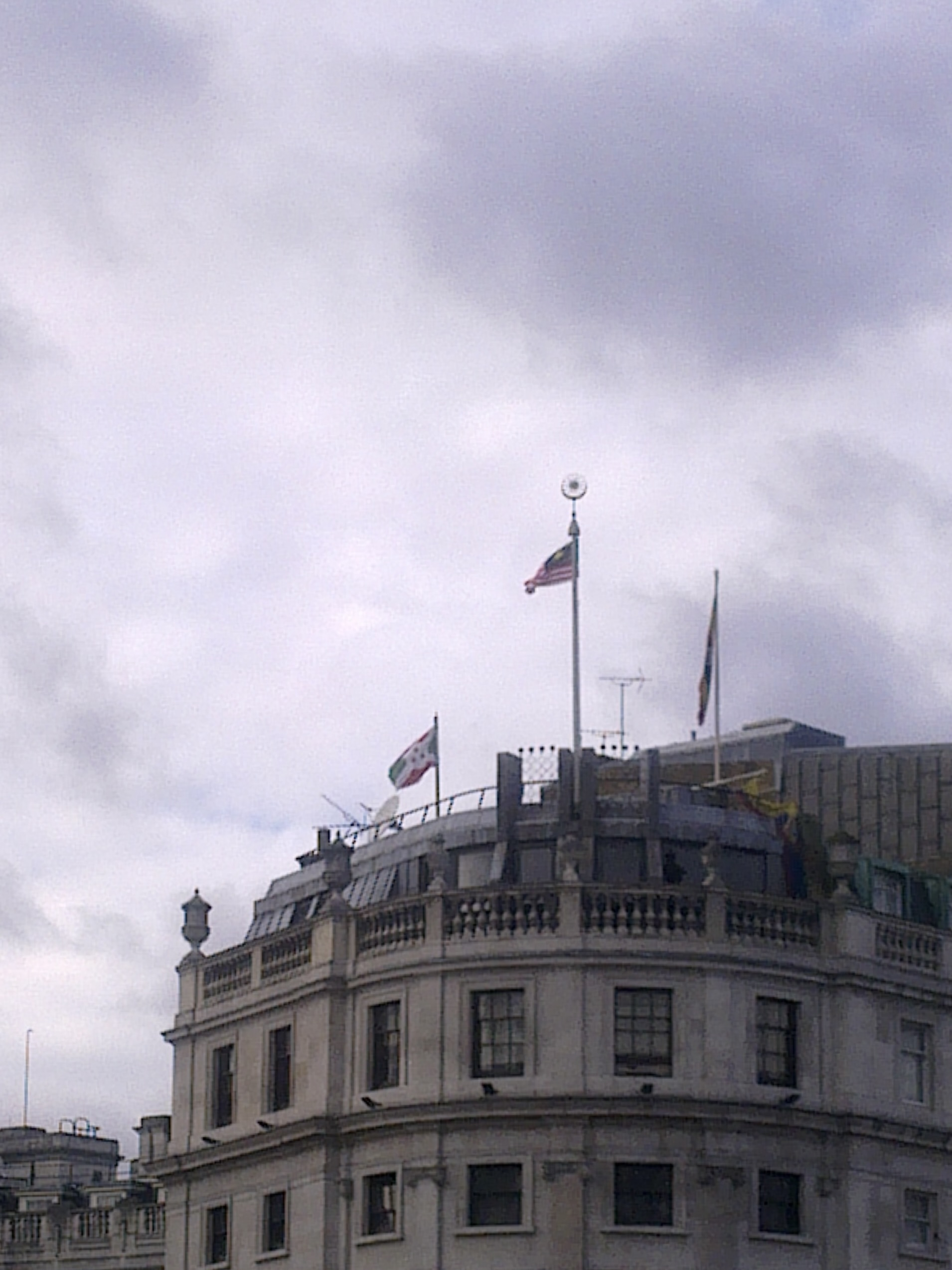
سفارتخانه بوروندی در لندن

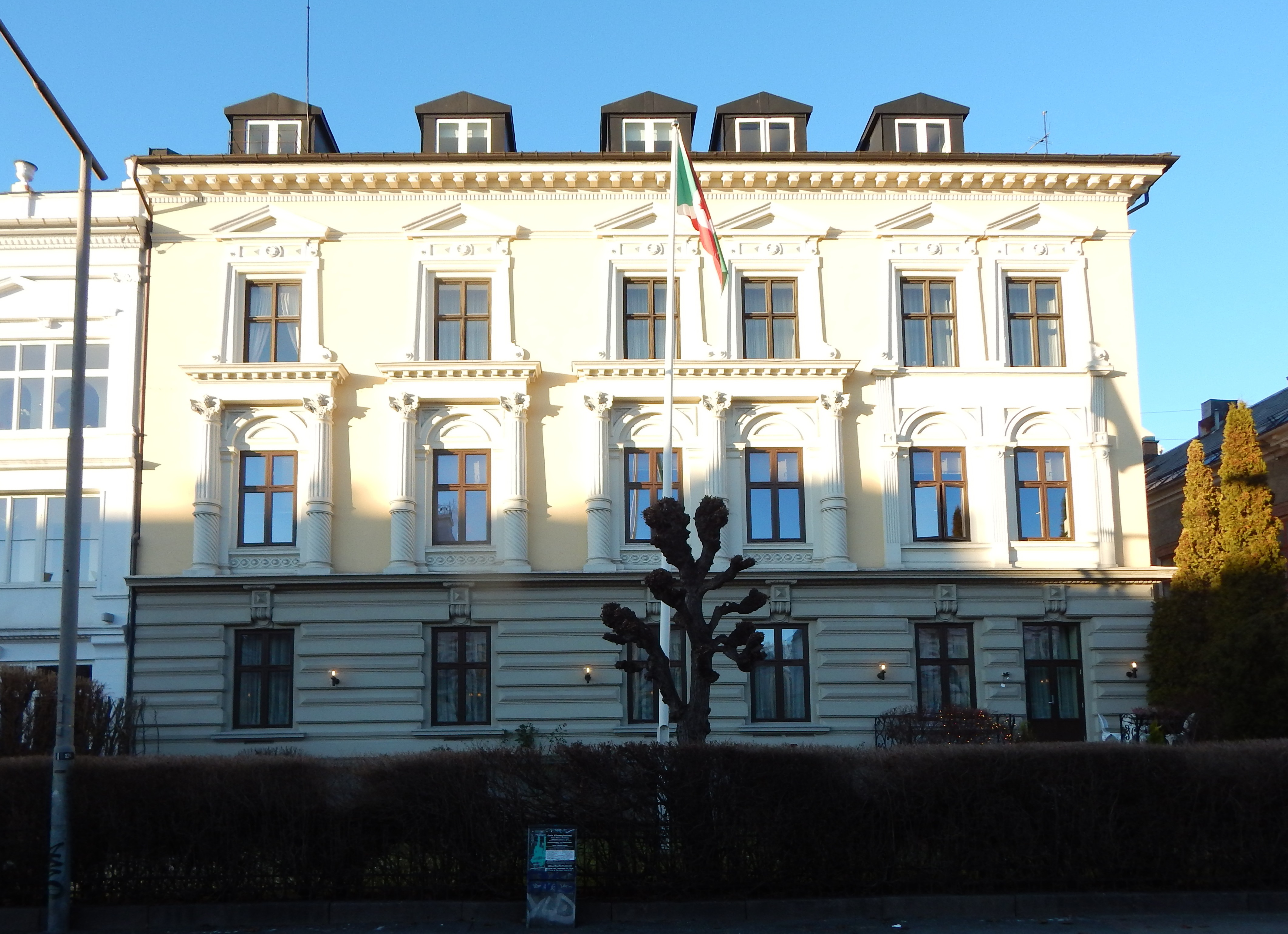
سفارتخانه بوروندی در اسلو

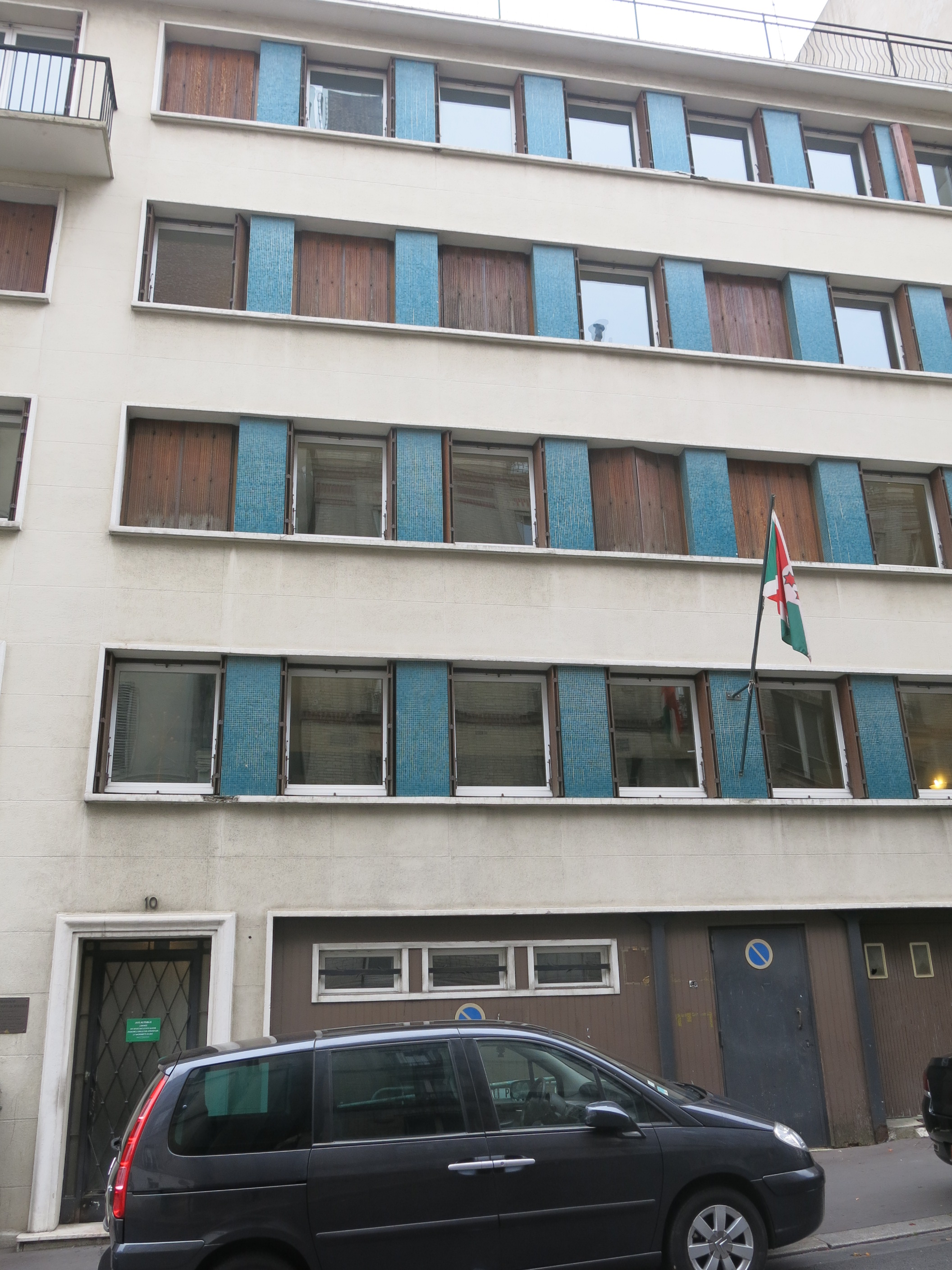
سفارتخانه بوروندی در پاریس

- چین
  - پکن (سفارت)
- هند
  - دهلی نو (سفارت)
- ایران
  - تهران (سفارت)
- عربستان سعودی
  - ریاض (سفارت)
- ترکیه
  - آنکارا (سفارت)
- امارات متحده عربی
  - دبی (سرکنسولگری)

## آفریقا
- جمهوری دموکراتیک کنگو
  - کینشاسا (سفارت)
- مصر
  - قاهره (سفارت)
- اتیوپی
  - آدیس آبابا (سفارت)
- کنیا
  - نایروبی (سفارت)
- نیجریه
  - ابوجا (سفارت)
- رواندا
  - کیگالی (سفارت)
- آفریقای جنوبی
  - پرتوریا (سفارت)
- تانزانیا
  - دارالسلام (سفارت)
  - کیگوما (سرکنسولگری)
- اوگاندا
  - کامپالا (سفارت)

## آمریکا
- برزیل
  - برازیلیا (سفارت)
- کانادا
  - اتاوا (سفارت)
- ایالات متحده آمریکا
  - واشنگتن دی سی (سفارت)

## اروپا
- بلژیک
  - بروکسل (سفارت)
- فرانسه
  - پاریس (سفارت)
- آلمان
  - برلین (سفارت)
- ایتالیا
  - رم (سفارت)
- نروژ
  - اسلو (سفارت)
- روسیه
  - مسکو (سفارت)
- بریتانیا
  - لندن (سفارت)

## سازمان‌های چندجانبه
- سازمان ملل متحد
  - نیویورک سیتی (هیئت اعزامی به سازمان ملل متحد)
  - ژنو (هیئت در سازمان ملل متحد)
  - لاهه (نمایندگی در دیوان بین‌المللی کیفری)
  - آدیس آبابا (نمایندگی در اتحادیه آفریقا)
  - ابیجان (نمایندگی در بانک توسعه آفریقا)